# Filip Ivić
Filip Ivić (ur. 30 sierpnia 1992 w Zagrzebiu) – chorwacki piłkarz ręczny, bramkarz, od 2016 zawodnik Vive Kielce.
Reprezentant Chorwacji, brązowy medalista mistrzostw świata (2013). Zwycięzca Ligi SEHA w barwach RK Zagrzeb (2012/2013).

## Kariera sportowa
Wychowanek RK Zagrzeb, w którego pierwszym zespole występował w latach 2010–2016. W 2016 podpisał czteroletni kontrakt z Vive Kielce. W lipcu 2019, po skróceniu umowy z kieleckim zespołem, zostanie zawodnikiem VfL Gummersbach, z którym podpisał dwuletni kontrakt.
W 2010 wraz z juniorską reprezentacją Chorwacji wywalczył mistrzostwo Europy U-18 – podczas turnieju rozegranego w Czarnogórze bronił ze skutecznością 35% (61/176). W 2011 uczestniczył w mistrzostwach świata U-19 w Argentynie, podczas których bronił ze skutecznością 32% (57/177). W 2012 zdobył srebrny medal mistrzostw Europy U-20 w Turcji. W 2013 wystąpił w mistrzostwach świata U-21 w Bośni i Hercegowinie, w których bronił ze skutecznością 33% (78/239).
W 2013 wraz z reprezentacją Chorwacji zdobył brązowy medal podczas mistrzostw świata w Hiszpanii. Będąc bramkarzem rezerwowym, bronił w tym turnieju ze skutecznością 38% (19/50). Podczas mistrzostw świata w Katarze (2015), gdzie Chorwacja zajęła 6. pozycję, bronił ze skutecznością 37% (44/119), co dało mu 2. miejsce w klasyfikacji najlepszych bramkarzy turnieju. W 2017 uczestniczył w mistrzostwach świata we Francji (4. miejsce), w których rozegrał pięć meczów, broniąc ze skutecznością 23% (23/99).

## Sukcesy
RK Zagrzeb
- Liga SEHA: 2012/2013[11]
- Mistrzostwo Chorwacji: 2010/2011, 2011/2012, 2012/2013, 2013/2014, 2014/2015, 2015/2016
- Puchar Chorwacji: 2010/2011, 2011/2012, 2012/2013, 2013/2014, 2014/2015, 2015/2016

Vive Kielce
- Mistrzostwo Polski: 2016/2017, 2017/2018
- Puchar Polski: 2016/2017, 2017/2018, 2018/2019

Reprezentacja Chorwacji
- 1. miejsce w mistrzostwach Europy U-18: 2010
- 2. miejsce w mistrzostwach Europy U-20: 2012
- 3. miejsce w mistrzostwach świata: 2013

Indywidualne
- Najlepszy bramkarz grupy B Ligi Mistrzów w sezonie 2016/2017 (Vive Kielce)[12]
- 2. miejsce w klasyfikacji najlepszych bramkarzy mistrzostw świata w Katarze w 2015 (bronił ze skutecznością 37%)[9]